# 萊克瑪麗鎮區 (明尼蘇達州道格拉斯縣)
萊克瑪麗鎮區（英語：Lake Mary Township）是位於美國明尼蘇達州道格拉斯縣的一個行政鎮區。

## 地方資料
萊克瑪麗鎮區的面積為87.89平方千米，當中陸地面積為73.62平方千米，而水域面積為16.27平方千米。根據2020年美國人口普查的數據，當地共有人口1158人，而人口密度為每平方千米13.18人。